# Anna Hvoslef
Anna Hvoslef (Larvik, 5 d'octubre de 1866 - ?, 11 de març de 1954) fou una periodista, política i feminista noruega, militant del Partit Conservador de Noruega. Esdevingué una de les primeres periodistes professionals de Noruega, i fou la primera dona que treballà com a periodista al diari principal Aftenposten. Entre 1930 i 1935 exercí el càrrec de presidenta de l'Associació Noruega pels Drets de la Dona.

## Trajectòria
Nasqué 5 d'octubre de 1866 al municipi de Larvik, situat al comtat històric de Vestfold, a Noruega. El seu pare fou Johan Christian Georg Hvoslef (1819-1889), advocat que exercí de governador del comtat de Lister og Mandals amt (actualment Aust-Agder).
Fou una de les primeres periodistes noruegues i esdevingué la primera dona que treballà, entre 1897 i 1935, al diari conservador de gran tirada Aftenposten. Com a periodista, se centrà principalment en la literatura, així com en la publicació de literatura de viatges sobre les seves estades per Amèrica i Europa. Fou la primera dona membre de l'Associació de la Premsa Conservadora i fou presidenta de l'Associació Noruega pels Drets de la Dona entre 1930 i 1935.